# Ivis García
Ivis García es una deportista venezolana que compitió en judo. Ganó una medalla de oro en el Campeonato Panamericano de Judo de 1992, en la categoría de –45 kg.

## Palmarés internacional
| Campeonato Panamericano | Campeonato Panamericano | Campeonato Panamericano | Campeonato Panamericano |
| Año                     | Lugar                   | Medalla                 | Categoría               |
| ----------------------- | ----------------------- | ----------------------- | ----------------------- |
| 1992                    | Hamilton (Canadá)       | Medalla de oro          | –45 kg                  |